# Prstencová galaxie

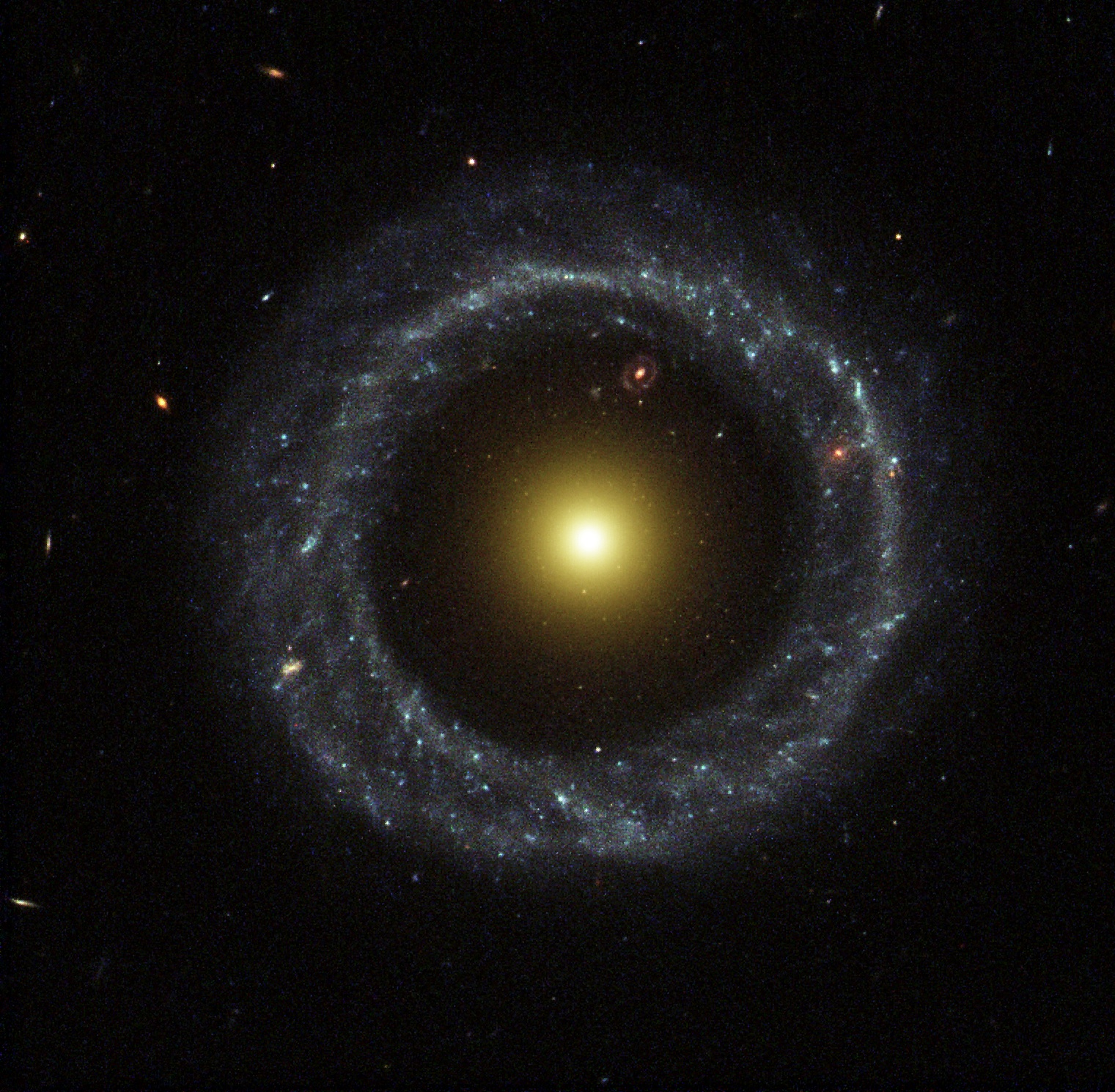
Dvě prstencové galaxie, Hoagův objekt v popředí

Prstencová galaxie je typ galaxie s kruhovým vzhledem. Prstenec obsahuje mnoho relativně mladých modrých hvězd, které jsou masivní a velmi jasné; v centrální oblasti se pak oproti tomu nalézá relativně málo svítivá hmota. Příkladem takového typu galaxie je Hoagův objekt, objevený Artem Hoagem v roce 1950.
Podle některých astronomů, např. Appletona a Struck-Marcella z Iowa State University, se prstencové galaxie tvoří průchodem menší galaxie středem galaxie větší. Protože většina objemu galaxií je jen prázdný prostor, tato „kolize“ málokdy vede k jakýmkoli skutečným kolizím mezi hvězdami. Nicméně gravitační poruchy způsobené takovou událostí by mohly způsobit vlnu tvorby hvězd napříč větší galaxií.
Podle jiných teorií[kdo?] vznikají prstencové galaxie kolem některých galaxií pomocí vnější akrece. Kvůli otřesům a kompresi akreovaného materiálu by pak v této prstencové oblasti docházelo ke zvýšené tvorbě hvězd.